# Вилхелм фон Генеп
Вилхелм фон Генеп (на немски: Wilhelm von Gennep; † 15 септември 1362, Кьолн) е от 1349 до 1362 г. курфюрст и архиепископ на Кьолн, херцог на Вестфалия и ерцканцлер на Италия.

## Живот
Той е от графски род от региона на Маас от нидерландския Генеп в Лимбург и е назован на него.
При предшественика му Валрам фон Юлих († 14 август 1349) Вилхелм е архиепископски секретар в Кьолн и негов най-важен съветник. След смъртта на Валрам той е избран за архиепископ против волята на крал (и по-късен император) Карл IV. Подкрепян е от Брабант и Франция, и на 18 декември 1349 г. е назначен от папа Климент VI за архиепископ на Кьолн. Вилхелм се разбира на 13 май 1351 г. с херцог Йохан III фон Брабант, неговият син херцог Готфрид фон Лимбург (* 1347; † 1352) и градовете Кьолн и Аахен с мирен съюз между страните за десет години.
Вилхелм е способен княз и за кратко време стабилизира икономически архиепископския манастир. Той има миролюбива и успешна външна политика. Създават се политически връзки с Франция, Англия и Северозападна Европа и вероятно съдейства за формулирането на Златната була на Карл IV през 1356 г. Златната була узаконява на архиепископите на Кьолн титлите курфюрст и на ерц-канцлера за Имперска Италия.
Вилхелм помага за строежа на Кьолнската катедрала. Той умира на 15 септември 1362 г. в Кьолн и е погребан в приготвения от него висок гроб в капелата на Кьолнската катедрала.